# Pinguinul (serial)
Pinguinul (în engleză The Penguin) este un serial de televiziune american creat de Lauren LeFranc pentru platforma de streaming Max. Bazat pe personajul Pinguinul din benzile desenate DC Comics, serialul continuă acțiunea filmului The Batman din anul 2022 și explorează ascensiunea la putere a Pinguinului în lumea interlopă criminală din Gotham City.
Colin Farrell reia rolul Pinguinului pe care l-a interpretat și în The Batman. Rolul principal feminin este interpretat de Cristin Milioti.
Dezvoltarea serialului a început în septembrie 2021. Max a comandat seria la scurt timp după lansarea filmului în martie 2022. Filmările încep în martie 2023 la New York City și durează până în luna iulie a aceluiași an.
Pinguinul este transmis pe plan mondial de HBO și Max din 19 septembrie 2024 cu câte un episod difuzat săptămânal. 

## Personaje și distribuție

### Roluri principale
- Colin Farrell în rolul Oswald „Oz” Cobb / Pinguinul, fostul locotenent șef al șefului decedat al crimei, Carmine Falcone, care este pe cale să devină capul propriei rețele criminale.
- Cristin Milioti în rolul Sofia Falcone, fiica lui Carmine și presupusă criminală în serie psihopată care, după ce a fost eliberată din Arkham Asylum, luptă cu Oz pentru controlul lumii interlope criminale din Gotham City. Mai târziu, ea adoptă numele de familie al mamei sale „Gigante” pentru a distruge memoria tatălui ei.
- Rhenzy Feliz în rolul Victor „Vic” Aguilar: un adolescent fără adăpost care devine șoferul și executantul personal al lui Oz.
- Deirdre O'Connell în rolul Francis Cobb: mama lui Oz care suferă de demență.
- Clancy Brown în rolul Salvatore Maroni: un șef al mafiei și traficant de droguri ajuns la închisoare după o anchetă a poliției care fusese informată de Carmine.
- Carmen Ejogo în rolul Eve Karlo: O prostituată și iubita lui Oz.
- Michael Kelly în rolul Johnny Viti: subșeful familiei criminale Falcone și șeful interimar după moartea lui Carmine.
- Mark Strong în rolul lui Carmine Falcone.

## Episoade
| Sezonul | Sezonul | Episoade | Episoade | Premiera TV        | Premiera TV       |
| Sezonul | Sezonul | Episoade | Episoade | Prima lansare      | Ultima lansare    |
| ------- | ------- | -------- | -------- | ------------------ | ----------------- |
|         | 1       | 8        | 8        | 19 septembrie 2024 | 10 noiembrie 2024 |

### Sezonul 1 (2024)
| Nr. în sezon | Titlu                   | Regizat de         | Scris de                        | Data lansării      | Telespectatori (milioane) |
| ------------ | ----------------------- | ------------------ | ------------------------------- | ------------------ | ------------------------- |
| 1            | „După program”          | Craig Zobel        | Lauren LeFranc                  | 19 septembrie 2024 | 0.242                     |
| 2            | „Omul din interior”     | Craig Zobel        | Erika L. Johnson                | 29 septembrie 2024 | 0.299                     |
| 3            | „Euforie”               | Craig Zobel        | Noelle Valdivia                 | 6 octombrie 2024   | 0.365                     |
| 4            | „O sută de ani”         | Helen Shaver       | John McCutcheon                 | 13 octombrie 2024  | 0.368                     |
| 5            | „Întoarcerea acasă”     | Helen Shaver       | Breannah Gibson & Shaye Ogbonna | 20 octombrie 2024  | 0.385                     |
| 6            | „Summitul de aur”       | Kevin Bray         | Nick Towne                      | 27 octombrie 2024  | 0.324                     |
| 7            | „Joben”                 | Kevin Bray         | Vladimir Cvetko                 | 3 noiembrie 2024   | 0.384                     |
| 8            | „Un lucru mare sau mic” | Jennifer Getzinger | Lauren LeFranc                  | 10 noiembrie 2024  | 0.464                     |

## Producția
În septembrie 2021, HBO Max începe dezvoltarea unui serial spin-off din filmul The Batman (2022) centrat pe personajul Pinguinul. Regizorul lungmetrajului, Matt Reeves, le sugerase directorilor de studio că o continuare a filmului ar putea explora în continuare Pinguinul, dar ei au preferat să folosească ideea pentru un serial de televiziune. Lauren LeFranc este adus pentru a scrie serialul, în timp ce Matt Reeves și Dylan Clark, producătorul The Batman, sunt numiți producători executivi prin companiile lor de producție respective, 6th & Idaho și Dylan Clark Productions. Ei începuseră deja dezvoltarea unui alt serial spin-off axat pe Departamentul de Poliție din Gotham City. Însă la începutul lunii martie 2022 această serie este suspendată în favoarea altor seriale derivate centrate pe personaje de benzi desenate deja existente. Dintre acestea, serialul despre Pinguin este cel a cărui dezvoltare este cea mai avansată.
Actorul Colin Farrell a declarat în iulie 2022 că Matt Reeves nu va regiza serialul, dar că a dat totuși sfaturi cu privire la structura scenariilor și că a participat la alegerea regizorului. În octombrie, Craig Zobel a fost angajat să regizeze primele trei episoade ale serialului și să servească drept producător executiv.

## Scenariul
Intriga serialului începe la o săptămână după evenimentele din The Batman, în urma inundațiilor din Gotham City descrise la sfârșitul filmului, despre care Farrell a spus că au rezultat într-un „decpr foarte delicat și foarte întunecat” . Seria va avea loc cu puțin timp înainte de evenimentele din continuarea filmului, The Batman: Part II, programată pentru lansare în 2025.

## Recepția critică
Pe site-ul de agregare a recenziilor Rotten Tomatoes, 91% din 65 de recenzii sunt pozitive, cu o evaluare medie de 7,9/10. Consensul site-ului spune: „Înfățișând Gotham prin niște pumni care sfărâmă oasele, mai degrabă decât prin onomatopee strălucitoare, Pinguinul este o saga criminală serioasă la care Colin Farrell și Cristin Milioti i-au adus seriozitatea”. Metacritic, care utilizează o medie ponderată, a atribuit un scor de 72 din 100, pe baza a 29 de recenzii, indicând recenzii „în general favorabile”.
Martin Robinson de la The London Standard a dat serialului cinci stele. El l-a lăudat ca fiind un „studiu bogat al personajului, condus de o prestație care a doborât recordul mondial „dă-i Emmy acum” a lui Colin Farrell”. El a observat influența asupra acestuia a „filmelor cu gangsteri ale Warner Brothers din anii 1930”. Robinson a concluzionat că era „un pinguin gangster italo-american” și a comparat personajul din titlu cu Tony Soprano și Vito Corleone.